# نيستور غورديلو
نيستور غورديلو (بالإسبانية: Néstor Gordillo Benítez)‏ هو لاعب كرة قدم إسباني، ولد في 22 أغسطس 1989 في لاس بالماس دي غران كناريا في إسبانيا. لعب مع أتلتيكو مدريد ب.

## وصلات خارجية
- نيستور غورديلو على موقع قاعدة بيانات كرة القدم.إي يو (الإنجليزية)
- نيستور غورديلو على موقع Soccerway.com (الإنجليزية)